# Tetraria thermalis
Tetraria thermalis är en halvgräsart som först beskrevs av Carl von Linné, och fick sitt nu gällande namn av Charles Baron Clarke. Tetraria thermalis ingår i släktet Tetraria och familjen halvgräs. Inga underarter finns listade i Catalogue of Life.